# Прохома
Прохома (грч. Πρόχωμα) је насељено место у општини Илиџијево у периферији Средишња Македонија, Грчка. Према попису из 2021. године било је 1.004 становника.
Према бугарском географу и историчару, Василу Канчову, у Прохоми је 1900. године живело 200 Турака, 84 Рома и 28 Словена хришћана. Током Балканских ратова село је доста настрадало и на попису из 1913. године било 9 житеља. Неколико година касније у селу су насељене грчке породице, тако да је 1920. године било 265 становника. После 1922. године насељене су и друге грчке избегличке породице. На попису из 1928. године Прохома је имао 609 становника. Село се раније звало Доганџи.